# Llista d'asteroides/196301-196400
| Nom      | Designació provisional | Data de descobriment | Lloc de descobriment | Descobridor/s |
| -------- | ---------------------- | -------------------- | -------------------- | ------------- |
| 196301 - | 2003 FG6               | 27 de març de 2003   | Campo Imperatore     | CINEOS        |
| 196302 - | 2003 FJ10              | 23 de març de 2003   | Kitt Peak            | Spacewatch    |
| 196303 - | 2003 FG12              | 24 de març de 2003   | Kitt Peak            | Spacewatch    |
| 196304 - | 2003 FY14              | 23 de març de 2003   | Catalina             | CSS           |
| 196305 - | 2003 FN15              | 23 de març de 2003   | Kitt Peak            | Spacewatch    |
| 196306 - | 2003 FT16              | 23 de març de 2003   | Haleakala            | NEAT          |
| 196307 - | 2003 FL19              | 25 de març de 2003   | Palomar              | NEAT          |
| 196308 - | 2003 FX23              | 23 de març de 2003   | Kitt Peak            | Spacewatch    |
| 196309 - | 2003 FD24              | 23 de març de 2003   | Kitt Peak            | Spacewatch    |
| 196310 - | 2003 FO24              | 23 de març de 2003   | Haleakala            | NEAT          |
| 196311 - | 2003 FV28              | 24 de març de 2003   | Haleakala            | NEAT          |
| 196312 - | 2003 FB29              | 24 de març de 2003   | Haleakala            | NEAT          |
| 196313 - | 2003 FF31              | 23 de març de 2003   | Palomar              | NEAT          |
| 196314 - | 2003 FF34              | 23 de març de 2003   | Kitt Peak            | Spacewatch    |
| 196315 - | 2003 FR34              | 23 de març de 2003   | Kitt Peak            | Spacewatch    |
| 196316 - | 2003 FZ34              | 23 de març de 2003   | Kitt Peak            | Spacewatch    |
| 196317 - | 2003 FR37              | 23 de març de 2003   | Kitt Peak            | Spacewatch    |
| 196318 - | 2003 FZ37              | 23 de març de 2003   | Kitt Peak            | Spacewatch    |
| 196319 - | 2003 FB39              | 23 de març de 2003   | Haleakala            | NEAT          |
| 196320 - | 2003 FE40              | 24 de març de 2003   | Kitt Peak            | Spacewatch    |
| 196321 - | 2003 FU41              | 25 de març de 2003   | Haleakala            | NEAT          |
| 196322 - | 2003 FY41              | 26 de març de 2003   | Kitt Peak            | Spacewatch    |
| 196323 - | 2003 FT42              | 23 de març de 2003   | Kitt Peak            | Spacewatch    |
| 196324 - | 2003 FV43              | 23 de març de 2003   | Kitt Peak            | Spacewatch    |
| 196325 - | 2003 FL47              | 24 de març de 2003   | Kitt Peak            | Spacewatch    |
| 196326 - | 2003 FM49              | 24 de març de 2003   | Haleakala            | NEAT          |
| 196327 - | 2003 FE51              | 25 de març de 2003   | Palomar              | NEAT          |
| 196328 - | 2003 FB54              | 25 de març de 2003   | Haleakala            | NEAT          |
| 196329 - | 2003 FW54              | 25 de març de 2003   | Haleakala            | NEAT          |
| 196330 - | 2003 FN55              | 26 de març de 2003   | Palomar              | NEAT          |
| 196331 - | 2003 FY56              | 26 de març de 2003   | Palomar              | NEAT          |
| 196332 - | 2003 FM58              | 26 de març de 2003   | Palomar              | NEAT          |
| 196333 - | 2003 FS60              | 26 de març de 2003   | Palomar              | NEAT          |
| 196334 - | 2003 FM64              | 26 de març de 2003   | Palomar              | NEAT          |
| 196335 - | 2003 FH68              | 26 de març de 2003   | Palomar              | NEAT          |
| 196336 - | 2003 FN71              | 26 de març de 2003   | Kitt Peak            | Spacewatch    |
| 196337 - | 2003 FG73              | 26 de març de 2003   | Haleakala            | NEAT          |
| 196338 - | 2003 FB74              | 26 de març de 2003   | Haleakala            | NEAT          |
| 196339 - | 2003 FM76              | 27 de març de 2003   | Palomar              | NEAT          |
| 196340 - | 2003 FH78              | 27 de març de 2003   | Kitt Peak            | Spacewatch    |
| 196341 - | 2003 FV78              | 27 de març de 2003   | Kitt Peak            | Spacewatch    |
| 196342 - | 2003 FP79              | 27 de març de 2003   | Socorro              | LINEAR        |
| 196343 - | 2003 FA83              | 27 de març de 2003   | Palomar              | NEAT          |
| 196344 - | 2003 FJ83              | 27 de març de 2003   | Palomar              | NEAT          |
| 196345 - | 2003 FB84              | 28 de març de 2003   | Kitt Peak            | Spacewatch    |
| 196346 - | 2003 FU88              | 28 de març de 2003   | Anderson Mesa        | LONEOS        |
| 196347 - | 2003 FA89              | 29 de març de 2003   | Anderson Mesa        | LONEOS        |
| 196348 - | 2003 FS89              | 29 de març de 2003   | Anderson Mesa        | LONEOS        |
| 196349 - | 2003 FC90              | 29 de març de 2003   | Anderson Mesa        | LONEOS        |
| 196350 - | 2003 FM90              | 29 de març de 2003   | Anderson Mesa        | LONEOS        |
| 196351 - | 2003 FC91              | 29 de març de 2003   | Anderson Mesa        | LONEOS        |
| 196352 - | 2003 FG96              | 30 de març de 2003   | Socorro              | LINEAR        |
| 196353 - | 2003 FC101             | 31 de març de 2003   | Anderson Mesa        | LONEOS        |
| 196354 - | 2003 FL102             | 31 de març de 2003   | Kitt Peak            | Spacewatch    |
| 196355 - | 2003 FB103             | 31 de març de 2003   | Kitt Peak            | Spacewatch    |
| 196356 - | 2003 FV103             | 24 de març de 2003   | Kitt Peak            | Spacewatch    |
| 196357 - | 2003 FD104             | 25 de març de 2003   | Haleakala            | NEAT          |
| 196358 - | 2003 FT104             | 25 de març de 2003   | Haleakala            | NEAT          |
| 196359 - | 2003 FE105             | 26 de març de 2003   | Kitt Peak            | Spacewatch    |
| 196360 - | 2003 FR106             | 27 de març de 2003   | Anderson Mesa        | LONEOS        |
| 196361 - | 2003 FS106             | 27 de març de 2003   | Anderson Mesa        | LONEOS        |
| 196362 - | 2003 FT108             | 31 de març de 2003   | Anderson Mesa        | LONEOS        |
| 196363 - | 2003 FA109             | 31 de març de 2003   | Anderson Mesa        | LONEOS        |
| 196364 - | 2003 FX110             | 30 de març de 2003   | Kitt Peak            | Spacewatch    |
| 196365 - | 2003 FX113             | 31 de març de 2003   | Socorro              | LINEAR        |
| 196366 - | 2003 FY113             | 31 de març de 2003   | Socorro              | LINEAR        |
| 196367 - | 2003 FA114             | 31 de març de 2003   | Socorro              | LINEAR        |
| 196368 - | 2003 FO114             | 31 de març de 2003   | Socorro              | LINEAR        |
| 196369 - | 2003 FY115             | 31 de març de 2003   | Socorro              | LINEAR        |
| 196370 - | 2003 FL117             | 25 de març de 2003   | Palomar              | NEAT          |
| 196371 - | 2003 FA118             | 25 de març de 2003   | Palomar              | NEAT          |
| 196372 - | 2003 FH119             | 26 de març de 2003   | Anderson Mesa        | LONEOS        |
| 196373 - | 2003 FO127             | 27 de març de 2003   | Palomar              | NEAT          |
| 196374 - | 2003 FO130             | 25 de març de 2003   | Palomar              | NEAT          |
| 196375 - | 2003 FR131             | 27 de març de 2003   | Kitt Peak            | Spacewatch    |
| 196376 - | 2003 GM1               | 1 d'abril de 2003    | Socorro              | LINEAR        |
| 196377 - | 2003 GM2               | 1 d'abril de 2003    | Socorro              | LINEAR        |
| 196378 - | 2003 GU2               | 1 d'abril de 2003    | Palomar              | NEAT          |
| 196379 - | 2003 GE3               | 1 d'abril de 2003    | Socorro              | LINEAR        |
| 196380 - | 2003 GM3               | 1 d'abril de 2003    | Socorro              | LINEAR        |
| 196381 - | 2003 GZ3               | 1 d'abril de 2003    | Socorro              | LINEAR        |
| 196382 - | 2003 GZ4               | 1 d'abril de 2003    | Socorro              | LINEAR        |
| 196383 - | 2003 GC5               | 1 d'abril de 2003    | Socorro              | LINEAR        |
| 196384 - | 2003 GW5               | 1 d'abril de 2003    | Socorro              | LINEAR        |
| 196385 - | 2003 GM6               | 2 d'abril de 2003    | Socorro              | LINEAR        |
| 196386 - | 2003 GR6               | 2 d'abril de 2003    | Haleakala            | NEAT          |
| 196387 - | 2003 GU6               | 2 d'abril de 2003    | Haleakala            | NEAT          |
| 196388 - | 2003 GS8               | 1 d'abril de 2003    | Socorro              | LINEAR        |
| 196389 - | 2003 GG11              | 3 d'abril de 2003    | Anderson Mesa        | LONEOS        |
| 196390 - | 2003 GZ12              | 1 d'abril de 2003    | Socorro              | LINEAR        |
| 196391 - | 2003 GQ19              | 4 d'abril de 2003    | Kitt Peak            | Spacewatch    |
| 196392 - | 2003 GX22              | 3 d'abril de 2003    | Anderson Mesa        | LONEOS        |
| 196393 - | 2003 GD23              | 4 d'abril de 2003    | Socorro              | LINEAR        |
| 196394 - | 2003 GL23              | 4 d'abril de 2003    | Anderson Mesa        | LONEOS        |
| 196395 - | 2003 GE24              | 5 d'abril de 2003    | Kitt Peak            | Spacewatch    |
| 196396 - | 2003 GH24              | 7 d'abril de 2003    | Kitt Peak            | Spacewatch    |
| 196397 - | 2003 GS25              | 4 d'abril de 2003    | Kitt Peak            | Spacewatch    |
| 196398 - | 2003 GW27              | 7 d'abril de 2003    | Socorro              | LINEAR        |
| 196399 - | 2003 GE32              | 8 d'abril de 2003    | Socorro              | LINEAR        |
| 196400 - | 2003 GM32              | 8 d'abril de 2003    | Socorro              | LINEAR        |